# Іпілімумаб
Іпілімумаб є препаратом, що належить до класу моноклональних антитіл. Він був розроблений для лікування деяких видів раку, зокрема меланоми. Іпілімумаб діє на імунну систему організму, стимулюючи активацію імунних клітин, відомих як Т-лімфоцити. Це сприяє боротьбі з раковими клітинами та зниженню здатності ракових пухлин приховуватися від імунної системи.

## Медичне використання
Іпілімумаб був схвалений Управлінням з контролю за якістю харчових продуктів і медикаментів США у березні 2011 року для лікування людей з пізньою стадією розвинутої меланоми, яка не може бути видалена хірургічним шляхом. В Європейському Союзі іпілімумаб був схвалений в для використання в медицині в листопаді 2012 року.
Іпілімумаб у комбінації з ніволумабом використовується для:
- лікування нирково-клітинної карциноми середнього або низького ризику.[4]

- лікування дорослих і підлітків із метастатичним колоректальним раком із високим рівнем мікросателітної нестабільності або недостатністю репарації невідповідності, який прогресував після лікування фторпіримідином, оксаліплатином та іринотеканом.[5]
- лікування хворих на гепатоцелюлярну карциному, які раніше отримували лікування сорафенібом.[6]
- лікування першої лінії дорослих із метастатичним недрібноклітинним раком легенів (НМРЛ), чиї пухлини експресують PD-L1 (≥1 %), як визначено тестом, схваленим FDA.[7][8]
- лікування першої лінії дорослих зі злоякісною мезотеліомою плеври, яку неможливо видалити хірургічним шляхом.

## Побічні ефекти
Основним недоліком терапії іпілімумабом є можливість виникнення серйозних та потенційно летальних імунологічних побічних ефектів внаслідок активації та проліферації Т-клітин. Серйозні побічні ефекти включають біль у животі, здуття живота, запор, діарею, лихоманку, проблеми з диханням і сечовипусканням. Такі симптоми виникають у 10-20 % пацієнтів.
В 5,7-9,1 % осіб, які отримували іпілімумаб, розвивався коліт, індукований інгібіторами контрольних точок.
Спостерігалися окремі випадки тяжких неврологічних розладів після застосування іпілімумабу, включаючи гостру запальну демієлінізаційну полінейропатію, висхідний моторний параліч та міастенію.

## Поєднання з іншими препаратами
Комбінація іпілімумабу з лефлуномідом або вемурафенібом може призвести до посилення гепатотоксичності.
Також перед початком застосування іпілімумабу слід уникати застосування системних кортикостероїдів ; однак системні кортикостероїди можна використовувати для лікування імунозалежної побічної реакції, яка виникає внаслідок лікування іпілімумабом.
Пацієнти, які приймають антикоагулянти з іпілімумабом, мають підвищений ризик шлунково-кишкової кровотечі.

## Механізм дії

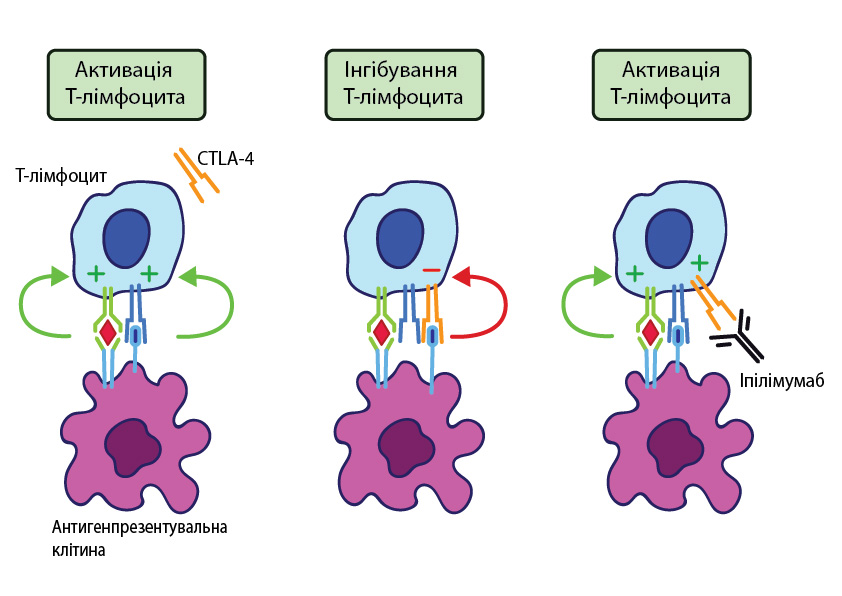

Т-лімфоцити можуть розпізнавати та знищувати ракові клітини. Однак існує гальмівний механізм, що перериває ці захисні реакції. Іпілімумаб вимикає цей гальмівний механізм і дозволяє лімфоцитам продовжувати знищувати ракові клітини.
Ракові клітини виробляють антигени, за якими імунна система може їх розпізнати Ці антигени розпізнаються дендритними клітинами, які представляють антигени цитотоксичним Т-лімфоцитам (ЦТЛ) у лімфатичних вузлах. ЦТЛ розпізнають ракові клітини за цими антигенами та знищують їх. Однак разом з антигенами дендритні клітини представляють гальмівний сигнал. Цей сигнал зв'язується з рецептором цитотоксичного Т-лімфоцит-асоційованого антигену 4 (CTLA-4) на CTL і вимикає цитотоксичну реакцію. Це дозволяє раковим клітинам виживати.
Іпілімумаб зв'язується з CTLA-4, блокуючи інгібуючий сигнал, що дозволяє ЦТЛ знищувати ракові клітини.

## Спосіб отримання
Іпілімумаб виробляється як виділений білок у великомасштабній культивірованій клітинній культурі, використовуючи лінію клітин CHO, яка трансфектується вектором експресії, що містить послідовності кодування як важких, так і легких ланцюгів іпілімумабу.

## Історія винайдення
Після клонування CTLA-4 у мишей у 1987 році виявили його збереження у людей і схожість із CD28. У той час як CD28 був нещодавно ідентифікованою «костимулюючою Т-клітинною» молекулою, важливою для активації Т-клітин. Блокування CTLA-4 — ідея, що дала початок іпілімумабу, була задумана Еллісоном і Круммелом. Вони змогли продемонструвати, що сигналювання CTLA-4 в Т-клітинах пригнічує активацію цих Т-клітин. Введення неушкоджених антитіл мишам продемонструвало, що блокада CTLA-4 посилює відповідь Т-клітин на вакцини та суперантигени. Таким чином миші, які отримували ці антитіла, показували значно менше зростання раку порівняно з контрольною групою.
Блустоун і Лінслі окремо досліджували подібність між CD28 і CTLA-4. Лабораторія Bluestone опублікувала дослідження, одне з яких спільно з Круммелем і Еллісоном, для досліджень in vitro функції CTLA-4. У співпраці з Марком Дженкінсом вони змогли побачити ефекти антитіл проти CTLA-4 in vivo в умовах імунізації, але не змогли ефективно застосувати це в онкобіології. Лінслі та його колеги створили антитіла проти CTLA-4 за три роки до антитіл Krummel/Allison або Walunas/Bluestone. Вони прийшли до висновку, що молекула антитіл функціонує подібно до CD28 і є «позитивним костимулятором». BMS ліцензувала патент Allison/Leach/Krummel через придбання Medarex і повністю гуманізоване антитіло MDX010, яке пізніше стало іпілімумабом.